# قاي ويلسون
قاي ويلسون (بالإنجليزية: Guy Wilson)‏ (30 نوفمبر 1882 في المملكة المتحدة - 30 نوفمبر 1917 في فرنسا) هو لاعب كريكت بريطاني (وحمل سابقاً جنسية المملكة المتحدة لبريطانيا العظمى وأيرلندا). لعب مع نادي مقاطعة ديربيشاير للكريكت ‏.